# PCD World Tour
Il PCD World Tour è una tournée intrapresa tra il 2006 e il 2007 dal gruppo pop statunitense Pussycat Dolls a sostegno del loro primo album di studio, PCD (2005).
La loro performance tenutasi a Kuala Lumpur, in Malaysia, ha scatenato molte polimiche nel paese soprattutto per le movenze dei balli e per i costumi indossati dalle componenti del gruppo. Il gruppo ha dovuto pagare una multa per aver violato le leggi sulla decessa

## Informazioni sul tour
Il tour iniziò il 16 luglio 2006 a Kuala Lumpur, in Malaysia, e toccò l'Europa e parte dell'Asia. Prima di partire alla volta dell'Asia, le Pussycat Dolls avevano aperto i concerti dei The Black Eyed Peas e di Christina Aguilera nel Nord America.
Al concerto di Tampa (Florida), le Pussycat Dolls raggiunsero Christina Aguilera sul palco per cantare con lei Nasty Naughty Boy.
La cantante barbadiana Rihanna aprì i concerti tenutesi nel Regno Unito, cantando alcuni tra i suoi brani più famosi come SOS e Pon de Replay.

## Scaletta del tour
1. Buttons
2. Beep
3. I Don't Need a Man
4. Pink Panter/Fever/Don't Cha Groove
5. Feelin' Good (Nicole Scherzinger solo)
6. Stickwitu
7. How Many Times, How Many Lies (Nicole Scherzinger solo)
8. Tainted Love
9. Hot Stuff (I Want You Back)
10. Bite the Dust
11. Show Me What You Got (Nicole Scherzinger solo)
12. Wait a Minute
13. Sway
14. Whole Lotta Love
15. Don't Cha

## Date del tour
| Data             | Città               | Stato       | Luogo di esibizione                       |
| ---------------- | ------------------- | ----------- | ----------------------------------------- |
|                  |                     |             |                                           |
| Asia             |                     |             |                                           |
| 26 luglio 2006   | Kuala Lumpur        | Malaysia    | Surf Beach                                |
| 28 luglio 2006   | Manila              | Filippine   | Araneta Coliseum                          |
| Europa           |                     |             |                                           |
| 12 novembre 2006 | Monaco di Baviera   | Germania    | Zenith die Kulturhalle                    |
| 13 novembre 2006 | Francoforte         | Germania    | Centennial Hall                           |
| 14 novembre 2006 | Parigi              | Francia     | Le Zénith                                 |
| 16 novembre 2006 | Zurigo              | Svizzera    | Hallenstadion                             |
| 17 novembre 2006 | Istanbul            | Turchia     | Dünya Ticaret Merkezi CNR                 |
| 18 novembre 2006 | Böblingen           | Germania    | Sporthalle                                |
| 19 novembre 2006 | Colonia             | Germania    | Palladium                                 |
| 24 novembre 2006 | Dublino             | Irlanda     | The Point                                 |
| 24 novembre 2006 | Glasgow             | Regno Unito | Scottish Exhibition and Conference Centre |
| 28 novembre 2006 | Manchester          | Regno Unito | Manchester Evening News Arena             |
| 29 novembre 2006 | Bruxelles           | Belgio      | Forest National                           |
| 30 novembre 2006 | Birmingham          | Regno Unito | National Exhibition Centre                |
| 1º dicembre 2006 | Londra              | Regno Unito | Wembley Arena                             |
| 2 dicembre 2006  | Ischgl              | Austria     | Surf Beach                                |
| 27 gennaio 2007  | Cardiff             | Regno Unito | Cardiff International Arena               |
| 28 gennaio 2007  | Londra              | Regno Unito | Wembley Arena                             |
| 29 gennaio 2007  | Nottingham          | Regno Unito | Nottingham Arena                          |
| 31 gennaio 2007  | Belfast             | Regno Unito | Odyssey Arena                             |
| 2 febbraio 2007  | Dublino             | Irlanda     | The Point                                 |
| 4 febbraio 2007  | Manchester          | Regno Unito | Manchester Evening News Arena             |
| 5 febbraio 2007  | Sheffield           | Regno Unito | Hallam FM Arena                           |
| 6 febbraio 2007  | Newcastle upon Tyne | Regno Unito | Metro Radio Arena                         |